# Моји драги сусједи
„Моји драги сусједи” је југословенски кратки филм први пут приказан 10. јануара 1972. године. Режирао га је Богдан Жижић а сценарио су написали Маријан Арханић и Богдан Жижић.

## Улоге
| Глумац           | Улога |
| ---------------- | ----- |
| Шпиро Губерина   |       |
| Зденка Хершак    |       |
| Владимир Медар   |       |
| Драган Рајаковић |       |
| Круно Валентић   |       |